# Shōki Hirai
Shōki Hirai (平井 将生 Hirai Shōki?, 4 de diciembre de 1987, Tokushima) es un exfutbolista japonés que se desempeñaba como delantero.

## Trayectoria

### Clubes
| Club                | País  | Año         |
| ------------------- | ----- | ----------- |
| Gamba Osaka         | Japón | 2006 - 2013 |
| Albirex Niigata     | Japón | 2012        |
| Avispa Fukuoka      | Japón | 2014 - 2016 |
| Giravanz Kitakyushu | Japón | 2017 - 2019 |

## Estadística de carrera

### J. League
| Club                | Año   | J. League | J. League | Copa J. League | Copa J. League | Total | Total |
| Club                | Año   | Part.     | Goles     | Part.          | Goles          | Part. | Goles |
| ------------------- | ----- | --------- | --------- | -------------- | -------------- | ----- | ----- |
| Gamba Osaka         | 2006  | 0         | 0         | 0              | 0              | 0     | 0     |
| Gamba Osaka         | 2007  | 0         | 0         | 0              | 0              | 0     | 0     |
| Gamba Osaka         | 2008  | 8         | 0         | 1              | 1              | 9     | 1     |
| Gamba Osaka         | 2009  | 1         | 0         | 0              | 0              | 1     | 0     |
| Gamba Osaka         | 2010  | 30        | 14        | 2              | 0              | 32    | 14    |
| Gamba Osaka         | 2011  | 21        | 5         | 2              | 0              | 23    | 5     |
| Albirex Niigata     | 2012  | 21        | 0         | 6              | 2              | 27    | 2     |
| Gamba Osaka         | 2013  | 17        | 4         | -              | -              | 17    | 4     |
| Avispa Fukuoka      | 2014  | 42        | 3         | -              | -              | 42    | 3     |
| Avispa Fukuoka      | 2015  | 15        | 2         | -              | -              | 15    | 2     |
| Avispa Fukuoka      | 2016  | 31        | 2         | 5              | 3              | 36    | 5     |
| Giravanz Kitakyushu | 2017  | 18        | 2         | -              | -              | 18    | 2     |
| Total               | Total | 204       | 32        | 16             | 6              | 220   | 38    |